# Глобалстрой-Инжиниринг
Глобалстрой-Инжиниринг (ОАО «ГСИ») — одна из крупнейших строительных и снабженческих компаний в России и СНГ для компаний нефтегазовой отрасли.
До 18 ноября 2004 года компания называлась ЗАО «Лукойл-Нефтегазстрой», а до 07 апреля 2008 года ЗАО «Глобалстрой-Инжиниринг».
Компания является правопреемником ОАО «Фирма МиФ», ЗАО «Фирма Хозбытобслуживание», ОАО «Фирма Мифойл», ОАО «ЛИПРЕКС», ЗАО «Прокон-М», ЗАО «ТСП-В».

## Акционеры
Уставной капитал составляет 41 577 рублей и разделён на 166 310 416 акций.
До 2004 года 38 % в компании принадлежало Лукойлу. Впоследствии, этот пакет был продан менеджменту компании.
По некоторым данным, ОАО практически единолично контролирует бывший вице-президент Лукойла, покинувший его в 2005 году, — Серик Рахметов (через кипрские «Ригойл Файненс» (76,07 %) и «Формейн Финанс» (11,43 %)).

## Руководство
Президент компании — Белый Алексей Васильевич.

## Дочерние и зависимые компании и предприятия
Компания владеет и контролирует деятельность множества дочерних обществ. Среди них: общестроительные, монтажные, трубопроводные, проектные, лизинговые и многие другие предприятия
ООО «ГСИ-Гипрокаучук», ООО «ГСИ  Волгоградская фирма «Нефтезаводмонтаж», ООО «ГСИ СНЭМА», ООО «ГСИ Юг-Строй», ООО «Волгоградсервис», ООО «Пермь-Глобалстройсервис», ООО «СТАРСТРОЙ», ООО «Глобал-Флот», ООО «Глобал-Нефтегазсервис», ООО «Нефтехимналадка», АО Страховая группа «Спасские ворота», ООО «ТНС-РУ».

## Деятельность
ОАО «ГСИ» осуществляет строительную и снабженческую деятельность в области нефти и газа. Среди основных направлений:
- Обустройство нефтегазовых месторождений
- Строительство и реконструкция крупных заводов и комплексов по нефтепереработке и нефтехимии
- Строительство трубопроводов и терминалов
- Строительство объектов промышленности
- Строительство морских нефтяных платформ.

Компания принимала участие в проектах «Сахалин-1» и «Сахалин-2», а также обустраивает Южно-Хыльчуюское нефтегазовое месторождение в Тимано-Печоре, для которого построила Варандейский нефтяной отгрузочный терминал.
Осуществляет строительство на объектах в г. Кстово (IKRA — комплекс по производству ПВХ), г. Астрахани (ЛСП-2 и ЦТП на м/р им. В.Филановского, МСП гидротехнических сооружений м/р Северного Каспия), г. Усинск (Проект 3-я очередь Разработки Харьягинского месторождения), Модернизация ЦПС Харьягинского м/р и др. С декабря 2012 года ОАО «ГСИ» выполняет строительно-монтажные и пусконаладочные работы на объектах Сызранского НПЗ и Куйбышевского НПЗ.
Также осуществляет свою деятельность за рубежом — на Украине и в Болгарии, где имеет свои дочерние организации.
Крупнейшими заказчиками являются группа компаний Лукойл, а также ОАО «НОВАТЭК», ОАО «РОСНЕФТЬ» и французская компания «TOTAL».

## История компании
Компания была создана в 1994 году и до 18 ноября 2004 года носила название ЗАО «Лукойл-Нефтегазстрой».